# Krzysztof Łętocha
Krzysztof Łętocha (ur. 14 kwietnia 1964 w Nowym Sączu) – polski piłkarz i trener.

## Kariera piłkarska
Krzysztof Łętocha rozpoczynał piłkarską karierę w Sandecji Nowy Sącz, z której w 1984 trafił do Stali Rzeszów, która grała wówczas w II lidze. W sezonie 1984/1985 zajęła w niej 13. miejsce i została zdegradowana. Wśród trzecioligowców spędziła kolejne dwa lata, po czym powróciła na zaplecze I ligi i zajęła wysoką, czwartą lokatę. W kolejnych rozgrywkach uplasowała się na 5. miejscu. Po zakończeniu sezonu Łętocha odszedł z drużyny, w której spędził pięć lat.
W 1989 podpisał kontrakt ze Stalą Mielec. W jej barwach 29 lipca zadebiutował w I lidze, w zremisowanym 1:1 spotkaniu z Legią Warszawa. Pierwszą bramkę zdobył natomiast w meczu z Wisłą Kraków, rozegranym w kwietniu 1990 i wygranym przez Stal 2:1. W sezonie 1989/1990 dotarł również ze swoim klubem do półfinału pucharu Polski (porażka w dwumeczu ze stołeczną Legią). Przez kolejnych pięć lat Łętocha regularnie grał w podstawowym składzie, zaś Stal plasowała się w tabeli na dalszych miejscach. Wyjątkiem był sezon 1992/1993, kiedy to zajęła szóstą lokatę.
W rundzie jesiennej sezonu 1995/1996 Łętocha rozegrał 15 meczów, po czym w przerwie zimowej przeniósł się do Wisły Kraków, która grała w II lidze. W 1996 zajęła drugie miejsce i wywalczyła promocję do grona najlepszych zespołów. W kolejnych rozgrywkach Łętocha wystąpił w 28 spotkaniach, a krakowski zespół uplasował się na 12. miejscu, mając dwa punkty przewagi nad strefą spadkową. W 1997 Łętocha odszedł do Sandecji Nowy Sącz, a następnie grał również w Koronie Kielce, Wisłoce Dębica i mieleckiej Stali. Piłkarską karierę zakończył w 2003, będąc zawodnikiem Pogoni Staszów.

## Kariera trenerska
Jeszcze w sezonie 2002/2003, kiedy był piłkarzem Pogoni Staszów, Łętocha objął funkcję grającego trenera tej drużyny i zajął z nią w trzeciej lidze szóste miejsce. Rozgrywki wygrała Cracovia (którą w rundzie wiosennej Pogoń pokonała na własnym stadionie 2:1), która walkę o promocję toczyła z Koroną Kielce. Następny sezon piłkarze Pogoni rozpoczęli pod wodzą Janusza Batugowskiego, po którym funkcję szkoleniowca przejął 21 kwietnia 2004 Łętocha. Uchronił on klub przed spadkiem i prowadził go również na początku sezonu 2004/2005, po czym we wrześniu został zwolniony, a na jego miejsce zatrudniono Jacka Matyję.
Na początku września 2004 Łętocha przyjął propozycję pracy w Kolejarzu Stróże, w którym zastąpił Stanisława Kroka. Doprowadził zespół do barażu o grę w trzeciej lidze, w którym prowadzeni przez niego piłkarze, okazali się lepsi od Garbarni Kraków. Przed sezonem 2005/2006 zapowiedział, że jeśli Kolejarz po rundzie jesiennej będzie w pierwszej ósemce, to powalczy o wyższe cele. Jeśli jednak nie uda się osiągnąć ósmej lokaty to drużyna będzie grać o utrzymanie. Na stanowisku trenera nie dotrwał jednak nawet do przerwy zimowej, gdyż w październiku, po 11 kolejkach, po których Kolejarz zajmował 12. miejsce, został zastąpiony przez Bogusława Szczecinę.
W grudniu 2006 Łętocha rozpoczął pracę w Łososiu Łososina Dolna, w którym pracował do zakończenia sezonu 2005/2006, po którym klub spadł z czwartej ligi. W latach 2006–2009 był trenerem Popradu Muszyna. W międzyczasie wraz z Andrzejem Szymańskim prowadził Stal Rzeszów, a w 2008 był szkoleniowcem Hetmana Zamość. 28 kwietnia 2009 objął Okocimski Klub Sportowy Brzesko, który utrzymał po barażach w nowej drugiej lidze. 22 grudnia 2009 został zatrzymany przez Centralne Biuro Antykorupcyjne. Szkoleniowiec usłyszał korupcyjne zarzuty, następnie wpłacił pięć tysięcy złotych kaucji i został zwolniony do domu. W sezonie 2009/2010 poprowadził OKS do czwartego miejsca w lidze, a w listopadzie 2010 przedłużył swój kontrakt o pół roku.
Od lipca 2014 pracował w Stali Mielec jako trener drużyn młodzieżowych.
W listopadzie 2017 podpisał kontrakt z II-ligową Stalą Stalowa Wola. Debiut trenerski zanotował 8 listopada w wygranym 2:0 meczu z Gwardią Koszalin.